# Formosamakak
Formosamakak (Macaca cyclopis) är en primat i släktet makaker.

## Kännetecken
Pälsens grundfärg är mörkbrun till grå, buken är ljusare ibland med blå skugga eller helt vit. Ansiktet saknar hår och är brun. Vuxna individer når en kroppslängd mellan 35 och 45 cm, en svanslängd mellan 25 och 45 cm samt en vikt mellan 4 och 12 kg. Hannar är vanligen större och tyngre än honor.

## Utbredning och habitat
Arten lever endemisk på Taiwan (som tidigare kallades Formosa) och där främst i nordöstra samt i sydvästra delen. Tidigare förekom formosamakak ofta vid havet men på grund av människan som etablerade samhällen vid havet lever arten idag längre bort från strandlinjen. Den vistas ofta i klippiga områden med några träd men hittas även i skogar.

## Levnadssätt
Individerna är huvudsakligen aktiva på dagen och vistas främst på marken. Liksom flera andra makaker bildar de flockar av några vuxna hannar och honor samt deras ungar. I äldre verk nämns upp till 45 gruppmedlemmar men idag består flocken vanligen av 2 till 10 individer. Varje grupp har ett revir men territorierna kan överlappas.
Formosamakak är allätare. Den livnär sig bland annat på växtämnen som frukter, blad och frön samt av insekter och små ryggradsdjur. När den kommer fram till havet äter den även krabbor.
Dräktigheten varar i cirka 165 dagar och sedan föder honan ofta ett enda ungdjur. Unga honor upp till 9 år är vanligen vartannat år parningsberedda och äldre honor varje år. Födelsen sker vanligen mellan april och juni. Ungen dias ungefär ett år och efter två till tre är ungdjuret könsmoget. Honor lever hela livet i samma flock som de blev födda i, några hannar måste lämna flocken när de blir könsmogna. Den vanliga livslängden är inte känd men det antas att den motsvarar andra makaker, alltså cirka 30 år i fångenskap och något kortare i naturen.

## Hot
Formosamakak jagas när den letar sin föda i odlade områden och ibland dödas individer för köttets skull. Dessutom minskar artens utbredningsområde på grund av människan framgång. Beståndet är konstant och därför listar IUCN formosamakak som livskraftig (least concern).
När grupper av formosamakak en längre tid lever bredvid människor blir flera individer orädda vad som resulterade i många konflikter med den lokala befolkningen och med turister.